# Pullulan
Pullulan is een polysacharide, dat hoofdzakelijk bestaat uit maltotriose-eenheden (drie met elkaar verbonden glucose-eenheden) die via α-1,6-glycosidebindingen met elkaar zijn verbonden. Het is een wit tot gebroken wit, geurloos poeder. Het is als voedingsadditief sedert 2006 toegelaten door de Europese Commissie, met als E-nummer E1204.
Pullulan wordt bereid uit zetmeel door fermentatie met behulp van een niet-toxineproducerende stam van de schimmel Aureobasidium pullulans. Na de fermentatie worden de schimmelcellen door microfiltratie verwijderd en wordt het pullulan gesteriliseerd en gezuiverd.
Pullulan is goed oplosbaar in water, maar vrijwel onoplosbaar in ethanol. Het kan gemakkelijk verwerkt worden tot dunne films die goed aanhechten voor het coaten van snoepgoed e.d., of in granulaatvorm tot capsules en tabletten. Het wordt vooral verwerkt in eetbare films die gebruikt worden in ademverfrissers. Onstabiele biomoleculen zoals enzymen kunnen gedurende lange tijd bewaard worden door ze in te kapselen in een tablet van pullulan; droog pullulan is ondoordringbaar voor zuurstof, zodat de biomoleculen niet geoxideerd worden.  Door de tabletten op te lossen in water worden de biomoleculen weer vrijgezet.
Pullulan wordt afgebroken (gedepolymeriseerd) door het enzym pullulanase.